# Quelaines-Saint-Gault
Quelaines-Saint-Gault è un comune francese di 1 980 abitanti situato nel dipartimento della Mayenne nella regione dei Paesi della Loira.

## Società

### Evoluzione demografica
Abitanti censiti